# Herec

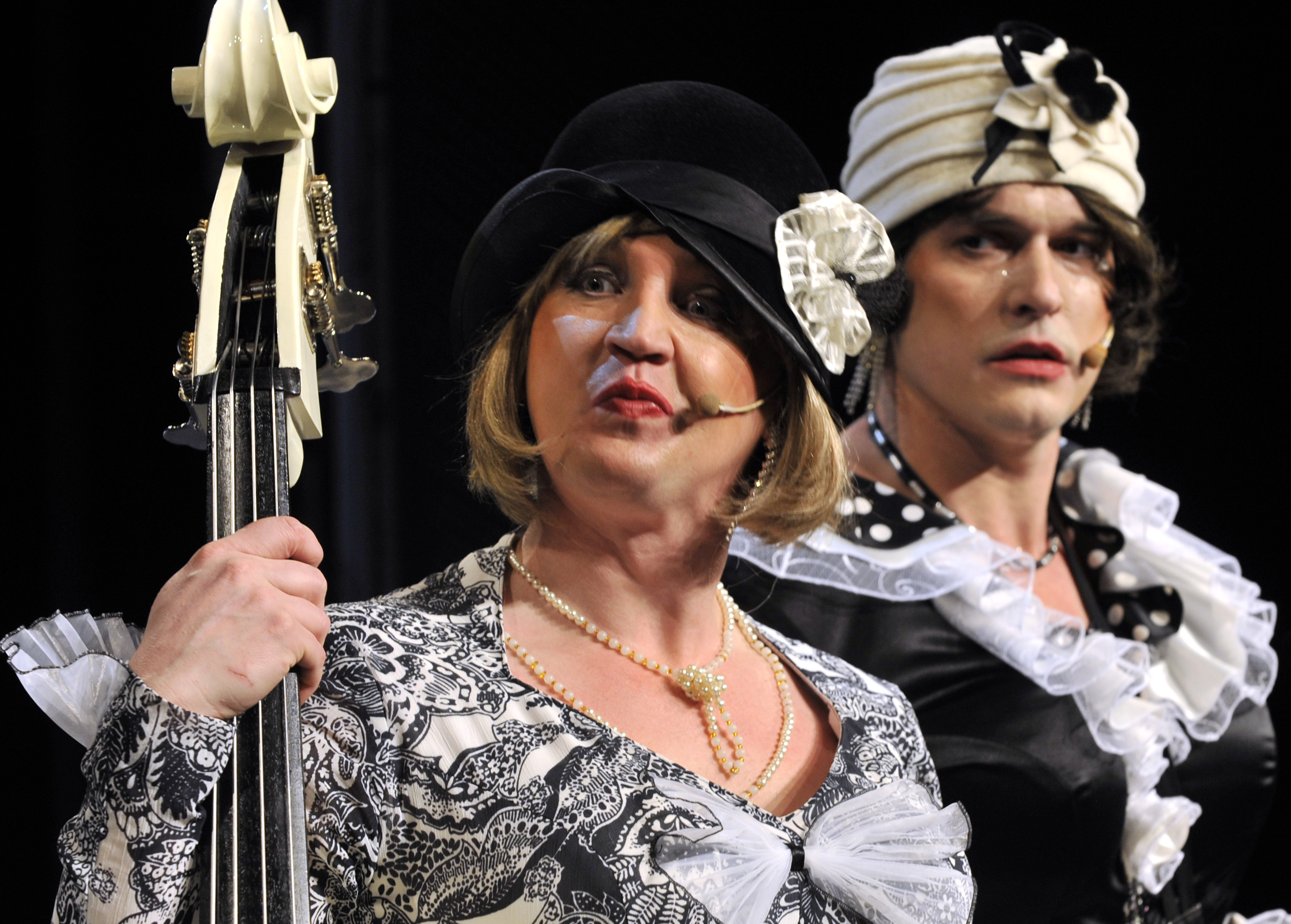
Herci Petr Štěpán a Milan Němec převlečení za ženy v Sugar! (Někdo to rád horké)

Herec je umělec, který dramaticky předvádí jinou postavu. K tomu využívá svého těla (mimika, pohyb, hlas). Herci se uplatňují v divadle, filmu, televizi, nebo rozhlase, případně nahrávacích studiích (audioknihy). 

## Typy hereckých profesí
- divadelní herec (např. činoherec, muzikálový herec, tanečník, operní herec)
- filmový herec a televizní herec
  - dabingový herec (neboli dabér)
- recitátor či rozhlasový herec (nebo předčítač knih z oblasti krásné literatury či voiceover apod.)
- mim (či jiný pohybový herec)
- loutkoherec
- komparsista (statista, herec malých rolí apod.)
- pornoherec

## Rozdělení podle profesionality

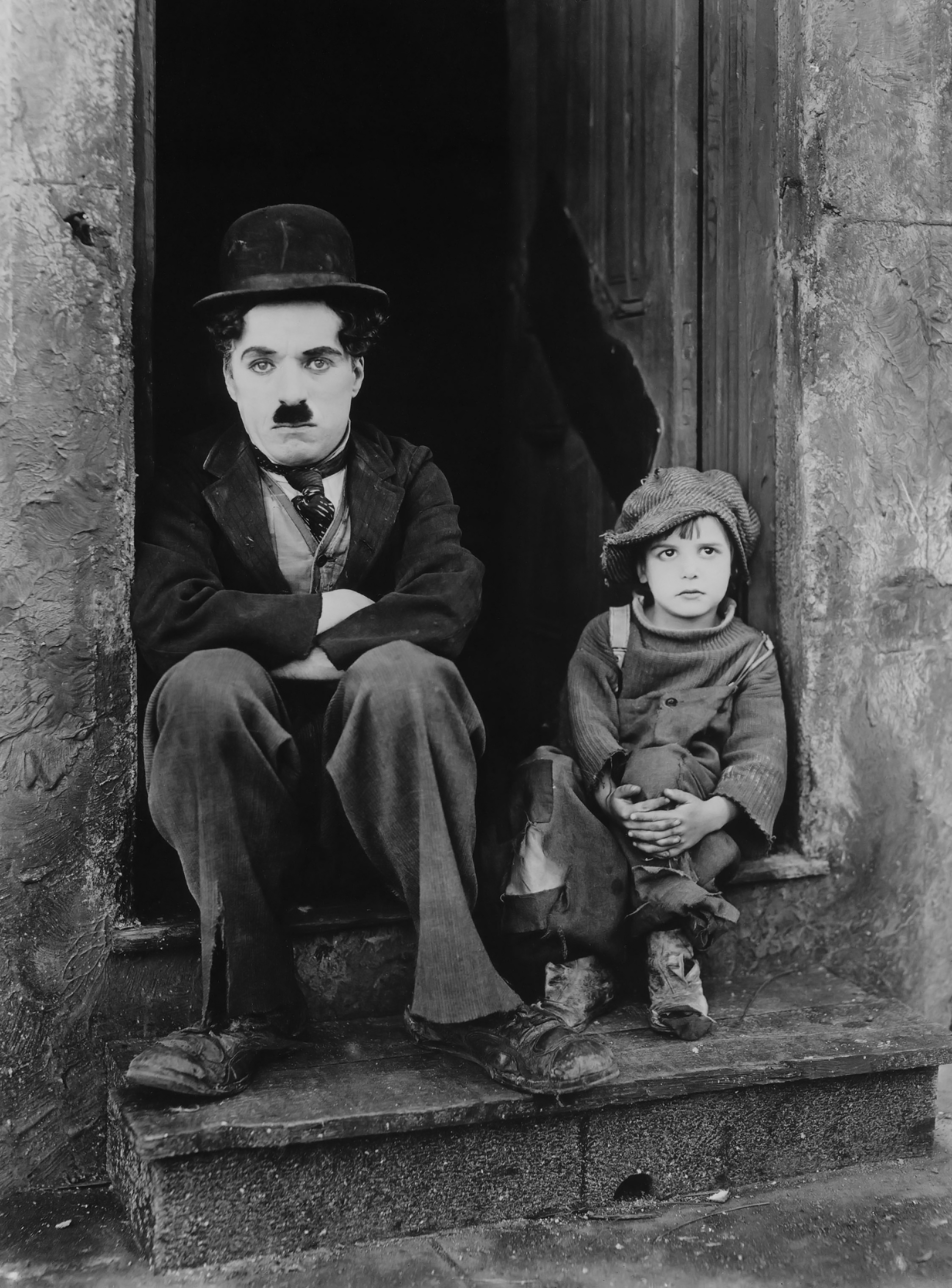
Jeden z nejznámějších filmových herců minulosti, Charles Chaplin

- Jeden z nejznámějších filmových herců minulosti, Charles Chaplinprofesionál – vykonává své povolání herce jakožto hlavní zdroj své obživy s tím, že v praxi může být kombinován s dalšími divadelními profesemi, jako např. scenárista, překladatel, režisér, dramaturg, moderátor či divadelní manažer apod.
  - herec se stálým divadelním, filmovým, televizním či rozhlasovým angažmá
  - herec na volné noze – svobodná profese
- poloprofesionál – vykonává povolání herce pouze příležitostně vedle svého jiného nedivadelního občanského povolání, které je hlavním zdrojem jeho obživy
- ochotník – vykonává svoji hereckou činnost pouze jako svůj koníček či hobby, dobrovolně a v převážné míře zcela zdarma především pro svoje potěšení a radost; jedná se pak o tzv. ochotnické divadlo

| „                  | Opravdu veliký herec je pokorný. Je pokorný, protože měří své dílo nikoli obdobou chvíle, ale obdobou věčnosti. A teprve tehdy, až to činí, teprve tehdy jest jedině velký. A jsa takto veliký, je stále mladý, stále zvídavý, stále nejistý – právě proto, že je tvůrčí. | “ |
| — Karel Hugo Hilar | |   |

| „                            | Každý lidský přečin odpustím herci, žádný hercův přečin neodpustím člověku. | “ |
| — Johann Wolfgang von Goethe |                                                                             |   |